# 中国人民解放军建筑工程部队
中国人民解放军建筑工程部队，是1950年代前期中国的一支工程兵专业部队。

## 历史
1952年4月15日，中央人民政府人民革命军事委员会主席毛泽东和中央人民政府政务院总理周恩来联合签发《关于集体转业部队的决定》“为适应国防建设和经济建设的需要，决定从人民解放军中调拨……转为各种工程部队和屯垦部队。”“其建制和业务领导则属财委系统，一九五二年的供给自移交之日起亦归政务院财委各业务系统负责”1955年5月1日，建筑工程部队八个师部队正式集体退出现役，脱下军装，取消供给制，变成工资制。经国务院、中央军委、国防部研究后，1955年3月26日国务院总理周恩来和国防部长彭德怀联名发布国务院和国防部《关于建筑工程部队改变为企业组织的命令》，建工部于1955年4月1日(55)建发卯字2号电，要求在当年五一前后转业完毕。1958年中央工作会议作出了《关于工业企业下放的几项决定》，中央企业绝大部分下放地方，建工部西安工程管理局撤销，所属的原建筑工程部队第三、第四、第六、第七师改编的西北一公司调广东茂名支援重点建设，西北三公司分成两支分别调往浙江省和福建省；西北六公司调回华北，西北二、四、五公司和所属建筑安装企业下放陕西省。

## 序列
- 第37军军部：1952年4月，中国人民解放军华北军区第23兵团整编，下属的第37军军部率领第36军第106师、第37军第109师集体转业为建筑工程部队。1952年6月26日正式由华北军区移交给中财委总建筑处主任宋裕和接管。1952年8月7日，中央人民政府委员会第十七次会议通过《关于调整中央人民政府机构的决议》，决定成立中央人民政府建筑工程部。8月24日正式办公。1952年8月28日，建工部《(52)建字第4号文件》决定第37军受建工部领导，建一师、建二师受第37军领导，第37军代军长王建业，政委帅荣，副军长卫景林，副参谋长王槐吾，政治部主任李远、秦烈英。 1953年1月，建一师、建二师移交华北建管局领导，第37军番号撤销，军司令部、后勤部人员分配到建工部各司局，军政治部改为建工部政治部。内设中央建政文工团，创作出反映基本建设战线面貌的脍炙人口歌曲《克拉玛依之歌》、《走上这高高的兴安岭》等。
  - 建筑工程第一师：前身是第36军第106师． 1952年4月在河北定县集体转业改编为建一师。师长赵晓峰，政委秦烈英、庞殿贤，副师长唐文佐，副参谋长张葆初。修建了南苑、通县、临汾、三源浦和宽甸等机场。1953年改由华北建工局领导。1954年建一师师部并入建工部华北基本建设工程公司。担负一五计划部分156项重点工程的基建任务。
    - 建一师第一团1954年组建建工部直属的太原工程局
    - 建一师第二团1956年组建华北大同建筑工程总公司（简称华大总公司）。1958年底进驻广西柳州，更名为建工部第四工程局第四建筑工程公司(简称中建四局四公司)。1964年进驻山西省侯马市至今，更名为建工部第八工程局第七建筑工程公司（简称中建八局七公司）。1981年，改为山西省第一建筑工程公司（简称山西一建）至今。
    - 建一师第三团1954年底组建为建工部第二设备安装公司，由建工部安装工程总局领导。

  - 建筑工程第二师：前身是第37军第109师。1952年4月集体转业改编为建二师。师长温汉民，政委苗树森、安恩达，副师长田绥民，参谋长贾淮舟，副参谋长龙鸿亮，政治部主任金涛。
    - 建二师第四团、第六团：1954年3月与华北直属二公司合并，1955年组建包头工程总公司，1958年8月改为建工部第二工程局。
    - 建二师第五团：1953年3月20日与北京市建工局某工地、鞍钢住宅工程处合编为建工部工业建筑公司赴哈尔滨建厂。1954年2月6日工业建筑公司调长春一汽工地并入建工部直属公司，其中建二师五团为建工部直属公司106工区，1956年调包头总公司。
- 建筑工程第三师：前身是西北军区独立第4师（酒泉）、补训一师补训二团、补训三师补训八团、 一野二兵团第四军第10师第28团、西北空军轰炸师等部7984人于1952年8月1日在西安合编成立建三师。师长张占云，政委党永良、吴松，政治部主任杨镇镐。隶属于西北建筑工程总管理处筹备处（1953年4月1日改称西北行政委员会建筑工程局）。至1954年秋末，在西安市周边修建了政法干校、建筑工程学校、西大俄专和临潼机场、阎良机场。1954年秋末调兰州担负一五计划156重点工程在兰州的建厂，建三师7040人与西北第一工程公司1170人、东北调来的两个建筑公司，组建兰州市工程总公司，隶属于西北工程管理总局领导。1956年1月1日改由建工部直接领导。1958年1月1日改称建工部兰州工程局。张占云任总经理和局长，关松任党委书记。1958年10月9日改称建工部第三工程局。1962年7月27日撤销第三工程局，其所属单位归西北工程管理局领导。1965年7月17日撤销西北工程管理局，组建建工部第五工程局(西安)和第七工程局(兰州) 。第七工程局1972年3月22日划归甘肃省，1973年5月16日改称甘肃省第一建工局，1978年3月1日改称甘肃省建工局，1983年5月20日改称甘肃省建筑工程总公司。
  - 建三师第七团：1955年3月团部和第三营与西北第一工程公司九工区组建兰州总公司第一工程处。1955年1月第二营改编为金属大队，5月改称西北金属安装公司筹备处。1958年改称陕西省建工部五局、 国家建委五局、 陕西建工一局机械施工公司。1978年改称陕西省机械施工公司。
  - 建三师第八团：以补训三师补训八团为主在临潼县成立。团长肖宪旺，政委曾和熙，副团长刘志民，参谋长蒋振林。1955年团部及一营、二营营部及其所属人员转业组成兰州总公司第二工程处。1958年选调1200名职工组建建工部直属第三建筑工程公司，刘志民任经理，张有才任党委书记。1959年改为二机部青海省第五建筑工程公司。1959年7月并入青海机械厂筹建处。沿革至今为中国核工业建设集团公司下属的中国核工业第二四建设有限公司。[3][4]
  - 建三师第九团：政委张有才。1955年转业为兰州工程总公司第三工程处。
- 建筑工程第四师（1）：前身是由西南军区川北公安总队机关、川东基干13团、川南基干1团、贵州省军区警2团于1952年4月奉命改编为建四师。师长王海东(原任川北公安总队长)，政委丁长河，参谋长赵俊(原任公安总队副参谋长)。下辖的三个团都是干部架子，没有战士。建工部于1952年12月17日干亥196号电令取消建四师番号，师部和3个团的727名干部转业到西南建筑工程局系统分配工作。
- 建筑工程第四师（2）：前身是1952年4月集体转业的中国人民解放军水利工程第一师的直属队、师速成中学、第一团全部、第二团第三营、第三团第一营、第三团速成学校等于1954年1月5日改编为第二个建四师。师长张孟云（原水利工程第一师参谋长）。1954年3月15日调往上海。与华东建筑工程局土木工程处合并为华东四公司。1955年1月随同华东工程管理总局华东建工局大部分施工力量迁陕，与西北建工局西北第四建筑公司合并为建工部西安工程管理局西北第二工程公司，后改称为西北第二建筑公司，1958年西北二公司下放改称陕西省第一建筑公司。现为陕西建工集团有限公司下属的陕西建工第一建设集团有限公司。[5]
  - 建四师第十团：组建为华东四公司第一工程处
  - 建四师第十一团：组建华东四公司第二工程处。1955年在西安与建六师特种工程团、 建三师八团三营合编为建工部第三卫生设备安装公司，1978年改称为陕西省设备安装公司。
  - 建四师第十二团：1954年4月华东建工局土木工程处调入改编。改称为华东四公司第三工程处。
- 建筑工程第五师：前身是华东军区第33军第99师， 1952年5月改编为建五师，师长陈佃园，政委冯国柱、张文韬，政治部主任曹星步、牟秋凯。隶属于华东军政委员会建筑工程部（1953年初改称华东建筑工程局，1954年9月1日改为中央建筑工程部华东工程管理总局）。1953年9月建五师7102人赴长春承建第一汽车制造厂。1954年1月建五师为骨干与一汽工地上的其他施工力量组建中央建工部直属工程公司。1956年调富拉尔基承担第一重型机械厂建厂。1958年8月15日改称建工部第一工程局调往德阳建设第二重型机械厂。1960年8月8日， 建工部从建工一局抽调三分之一力量9570人组建建工部第六工程局，1960年11月19日承担大庆炼油厂建设任务。后承担荆门炼油厂和燕山石化总厂、大港油田炼化建厂任务。1974年4月2日， 国家建委六局与其他单位合组国家建委一局。在天津设生活基地。1979年3月12日， 国家建委一局改称国家建工总局一局。沿革至今为中建一局。[6]
  - 建五师第十三团：1954改编为中央建工部直属工程公司104工区，1956年改称直属公司三处。1958年改为建工部一局一公司，1962年8月与四川省省建六公司合并为西南一公司。
  - 建五师第十四团：1954改编为中央建工部直属工程公司105工区，1956年改称直属公司四处。1958年改为建工部一局一公司，1962年8月与四川省省建六公司合并为西南一公司。
  - 建五师第十五团：1954改编为中央建工部直属工程公司108工区，1958年改为建工部一局三公司，1962年 8月与四川省省建一公司合并改称西南五公司。
- 建筑工程第六师：前身是1951年2月26日从浙江省军区第六（台州）军分区抽组人员组建华东军区第104师师部。1952年6月1日在上海改编为建六师，师长黄欣，政委黄益源，副师长熊飞。1953年建六师改为华东三公司，受华东建工局领导。1954年4月华东建工局第三建筑公司(建六师)调入陕西。改称为西北三公司。1958年将下放调浙江、 福建两省。
  - 建六师第十六团：前身为浙南游击纵队第一支队及第二支队第二大队、机炮第二连改编的浙江警备第一旅第一团，后改称警备第六团，1951年2月改编为第104师第310团，1952年6月改编为建六师第十六团
  - 建六师第十七团：前身是浙江省军区警备第四团，1951年2月改称第104师第311团，1952年6月改编为建六师十七团
  - 建六师第十八团：前身为浙南地委警卫排发展而来的浙江军区警一旅三团，又改警七团，1951年2月改第104师第312团。1952年6月奉命改编为建六师第十八团。参加宁波机场和沪东造船厂施工。1955年为建筑工程部西北工程管理局第三工程公司宝鸡工程处，承担第一个五年计划期间的国家重点工程建设。1958年6月，宝鸡工程处1460人与从西北第三工程公司、西北运输总公司、西北机械化总公司抽调的650人，在三明组建福建省城市建设局第一工程公司，1958年9月改为福建省建设厅第一建筑工程公司。沿革为福建省建筑工程第一公司。[7]
- 建筑工程第七师：前身是1951年春在在湖北省孝感县花园镇组建的中南军区公安第十一师，1952年4月改编为建七师。师长黄德魁、牛福海，政委冷裕光，副师长杜濂，参谋长罗兴茂，副参谋长吴法周。 1952年2至7月参加荆江分洪施工。1952年8月调往海南岛承担海榆中线公路建设。1952年底返回湖南省湘潭，受中南建工部(中南建工局) 领导。承担佛山沙堤機場施工、1954年武汉长江抗洪、龙田机场抢建任务。1955年8月建七师整师奉调改编为西北四公司，1958 年下放地方，改为陕西省建二公司。1962年建工部又上收改为建工部五局。沿革至今为陕西建工第二建设集团有限公司。[8]
  - 建七师第十九团与第二一团：1965年9月调往青海划为建工部七局领导，1965年10月又调往四川改称为建工部一局七公司，后改称为四川省建工局二公司。1973年迁回陕西咸阳回归国家建委五局领导，后下放陕西省建工局改称陕西省第十一建筑公司至今。
- 建筑工程第八师：前身是中南军区公安第十二师，1952年4月奉命改编为建八师，师长卢贤扬，政委吴兴，副师长兼参谋长苟敬笃，副政委林恺成，副参谋长肖升禄。1952年2至7月参加荆江分洪施工。1952年8月调往海南岛承担海榆中线公路建设。受中南建工部( 局 ) 领导。1954年3月调至洛阳建厂，1954年7月5日建八师与建工部第五建筑公司合并成立建工部洛阳工程局
  - 建八师第二十二团：和建工部五公司第一 、 七工程处合并组建洛阳工程局第一工程公司。
  - 建八师第二十三团：和建工部五公司第六工程处组建洛阳工程局第二工程公司。
  - 建八师第二十四团：和建工部五公司第五、 八工程处组建洛阳工程局为第三工程公司。